# Бейрих, Генрих Эрнст
Генрих Эрнст Бейрих (нем. Heinrich Ernst Beyrich; 1815—1896) — немецкий геолог и палеонтолог, член-корреспондент Петербургской академии наук (1876), брат Фердинанда Бейриха.

## Биография
Генрих Эрнст Бейрих родился 31 августа 1815 года в городе Берлине. Проявил склонность к изучению наук ещё в средней школе, по окончании которой поступил в Берлинский университет, где хотел изучать ботанику, зоологию и геологию, однако, под влиянием Христиана Самуэля Вейса, целиком посвятил себя последней. Затем, для продолжения образования направился в Боннский университет, где изучал палеонтологию под началом Георга Августа Гольдфуса.
Состоял профессором геологии в Берлинском университете и председателем прусской «Geologische Landesanstalt».
Как профессор, он известен своими геологическими изысканиями, произведенными по методике Христиана Леопольда фон Буха. Также, под его руководством составлена (в масштабе 1:25000) карта: «Geologische Karte von Preussen und den Thüringschen Staaten». Кроме того, Бейрих напечатал ряд статей по геологии в «Annalen» Поггендорфа, в «Archiv» Карстена, в «Monatsberichten der Akademie der Wissenschaften» и в «Zeitschrift der deutschen Geologischen Gesellschaft».
В 1857 году получил место ассистента в Минералогическом музее Берлина, который дополнил своими палеонтологическими коллекциями, которые собрал во время научных командировок. В том же году он стал инициатором основания Германского геологического общества.
В 1875 году Бейрих был назначен директором объединённого музея естественной истории.
Генрих Эрнст Бейрих скончался 9 июля 1896 года в городе Берлине. Состоял в браке с Клементиной Гельм, но наследников после себя не оставил.
В его честь был назван минерал бейрихит